# Zeynep Yetgil
Zeynep Yetgil (ur. 10 października 2000) – turecka zapaśniczka walcząca w stylu wolnym. Olimpijka z Paryża 2024, gdzie zajęła ósme miejsce w kategorii do 53 kg. Zajęła siódme miejsce na mistrzostwach świata w 2021 roku. 
Brązowa medalistka mistrzostw Europy w 2023, 2024 i 2025. Wicemistrzyni igrzysk śródziemnomorskich w 2022. Triumfatorka igrzysk solidarności islamskiej w 2021. Piąta w Pucharze Świata w 2020. 
Trzecia na MŚ U-23 w 2019, 2021 i 2022. Pierwsza na ME U-23 w 2018 i 2023, druga w 2021; trzecia w 2019 i 2022. Mistrzyni Europy juniorów w 2018 i druga w 2019. Trzecia na MŚ juniorów w 2017 i kadetów w 2016 i 2017 roku.